# Markus Selin
Markus Samuel Selin, född 10 oktober 1978 i Avesta, är en svensk politiker (socialdemokrat), som sedan 2018 är invald i Sveriges riksdag. Sedan valet 2022 är han verksam i riksdagens EU-nämnd samt i försvarsutskottet .
Selin är invald för Stockholms läns valkrets. Han är uppvuxen i Avesta och bor i Täby kommun.
Selin har civilingenjörsexamen från Luleå tekniska universitet och ekonomie kandidatexamen från Uppsala universitet.
Förutom några år som anställd på Sony Ericsson och egenföretagare som ledarskapskonsult har Selin arbetat tio år inom teknikkonsultbranschen och där mestadels som chef och ledare.
Han gick med i socialdemokratiska studentklubben Laboremus under studietiden i Uppsala och har fram till valet 2018 varit fritidspolitiker på kommunal nivå.